# Ángela Teresa Bielus
Ángela Teresa Bielus (Buenos Aires, 23 de junio de 1940 - Ibidem., 2 de agosto de 2020) fue una arquitecta argentina, diseñó grandes complejos habitacionales en Buenos Aires como parte del estudio STAFF.

## Biografía
Ángela Teresa Bielus nació en Buenos Aires el 23 de junio de 1940. Fue arquitecta por la Universidad de Buenos Aires, graduada y matriculada en el CPAU en 1968.

## Trayectoria profesional

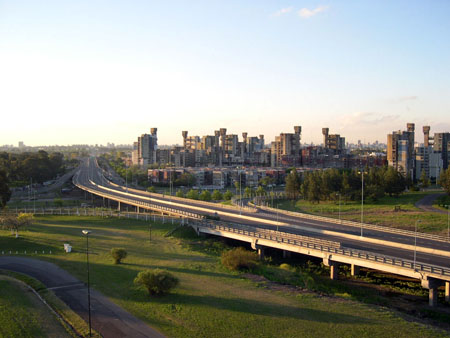
Conjunto habitacional Soldati

En 1964, aun siendo estudiante, fundó junto con Jorge Din Goldemberg y Olga Wainstein-Krasuk el estudio STAFF, cuyo nombre ya da cuenta del carácter colectivo de la forma de trabajo del mismo, haciendo énfasis en el concepto de equipo más que en sus individualidades y con la particularidad de estar conducido por dos mujeres y un hombre.
STAFF estuvo interesado desde un comienzo por el impacto urbano de los proyectos arquitectónicos y se dedicó a estudiar minuciosamente los diversos componentes sociales, económicos y antropológicos inmersos en el diseño urbano. El Plan de Erradicación de Villas de Emergencia (PEVE), lanzado entre 1970 y 1979 por el entonces gobierno de facto argentino, se perfiló como un campo de experimentación sobre los temas relativos a la construcción de viviendas a gran escala y el estudio participó en gran cantidad de estos concursos, consiguiendo la posibilidad de construir grandes conjuntos habitacionales, ya que los mismos resultaban vinculantes.
Formando parte de STAFF, Bielus proyectó y dirigió más de 2.000.000 m² de obra, gran parte como resultado de participación en concursos y licitaciones nacionales e internacionales, obteniendo 32 primeros premios, ocho segundos premios, tres terceros premios, seis menciones y cuatro premios especiales otorgados por el Ministerio de Bienestar Social.
La primera gran experiencia del estudio sucedió en 1969 cuando se impuso en el concurso oficial para el conjunto habitacional de Morón, diseñando una serie de tiras de baja escala ubicando 864 unidades y alrededor de 7000 personas. Posteriormente siguieron los concursos La Matanza y Ciudadela (1970-71), este último conocido como Fuerte Apache, que se realizó en dos etapas desarrollando la tipología de torres de trece pisos además del ya probado sistema de tiras, para albergar a unas 17 000 personas.
Sin embargo, el conjunto habitacional de mayor magnitud proyectado por el estudio es el ubicado en Soldati en Buenos Aires (1972-78) que fue obtenido y licitado también por concurso. Consta de 2.000 unidades y 240.000 m² cubiertos que incluyen viviendas, una escuela, dos centros comerciales y siete centros sociales, distribuidos en una variada morfología.
Otros conjuntos posteriores que fueron proyectados por el estudio son los de Florencio Varela (1974-78), Río Grande (1974) y Formosa (1979), además del proyecto para el Plan para la Villa Minera de Río Turbio de Yacimientos Carboníferos que no llegó a construirse y que abarcaba no sólo el conjunto habitacional sino también todo el equipo comunitario, hospital y el edificio de la boca mina.
Bielus también desarrolló su carrera docente, desempeñándose como adjunta de la Cátedra de Diseño I-V del arquitecto Jorge Goldemberg.

## Premios
El Estudio STAFF obtuvo numerosos premios en concursos de ideas, anteproyecto y proyecto: 32 primeros premios, ocho segundos premios, tres terceros premios, seis menciones, cuatro premios especiales otorgados por el Ministerio de Bienestar Social.